# Pinoso
Pinoso (em castelhano) ou el Pinós (em valenciano) é um município da Espanha na província de Alicante, Comunidade Valenciana. Tem 126,48 km² de área e em 2021 tinha 8 142 habitantes (densidade: 64,4 hab./km²).

## Demografia
| Variação demográfica do município entre 1991 e 2004 | Variação demográfica do município entre 1991 e 2004 | Variação demográfica do município entre 1991 e 2004 | Variação demográfica do município entre 1991 e 2004 |
| --------------------------------------------------- | --------------------------------------------------- | --------------------------------------------------- | --------------------------------------------------- |
| 1991                                                | 1996                                                | 2001                                                | 2004                                                |
| 5621                                                | 5970                                                | 6370                                                | 6878                                                |